# Drosophila borborema
Drosophila borborema är en tvåvingeart som beskrevs av Vilela och Sene 1977. Drosophila borborema ingår i släktet Drosophila och familjen daggflugor.
Artens utbredningsområde är Brasilien.